# Punta Gasparre
La Punta Gasparre (2.811 m s.l.m. - Pointe Gaspard in francese) è una montagna della Catena Bernauda-Pierre Menue-Ambin nelle Alpi Cozie. Si trova sul confine tra la Francia (dipartimento delle Alte Alpi) e l'Italia (provincia di Torino).

## Caratteristiche
È la montagna più a sud e più bassa del Gruppo dei Re Magi, gruppo montuoso che separa la Valle Stretta dalla Valle della Rho (valle situata sopra Bardonecchia). Le altre due montagne del gruppo sono: Punta Baldassarre e Punta Melchiorre.

## Salita alla vetta
Si può salire sulla vetta partendo dalla Valle Stretta. Poco prima delle Grange di Valle Stretta si attraversa il torrente e si risale il vallone che separa la Punta Gasparre dalla Punta Melchiorre.

### Cartografia
- Cartografia ufficiale italiana dell'Istituto Geografico Militare (IGM) in scala 1:25.000 e 1:100.000, consultabile on line
- Cartografia ufficiale francese dell'Institut géographique national (IGN), consultabile online
- Istituto Geografico Centrale - Carta dei sentieri e dei rifugi scala 1:50.000 n. 1 Valli di Susa Chisone e Germanasca e 1:25.000 n. 104 Bardonecchia Monte Thabor Sauze d'Oulx